# Drayson Bowman
Drayson Bowman, född 8 mars 1989, är en amerikansk professionell ishockeyspelare som spelar för Montreal Canadiens i NHL. Han har tidigare spelat för Carolina Hurricanes.
Bowman draftades i tredje rundan i 2007 års draft av Carolina Hurricanes som 72:a spelare totalt.